# Gai Sergi Fidenat
Gai Sergi Fidenat (en llatí: Gaius Sergius Fidenas) va ser un magistrat romà del segle iv aC. Formava part de la gens Sèrgia, i era de la família dels Sergi Fidenat.
Va ser tribú amb potestat consular tres vegades, la primera l'any 387 aC, la segona dos anys després el 385 aC, i la tercera i darrera vegada el 380 aC, segons ens diu Titus Livi.